# Леоновское шоссе
Лео́новское шоссе́ — трасса районного значения на востоке Московской области в  городе Балашиха, связывает шоссе Энтузиастов и Носовихинское шоссе.

## Описание
Леоновское шоссе начинается на 22 км шоссе Энтузиастов на регулируемом перекрёстке и на всём своём протяжении направлено с севера на юг, незначительно отклоняясь на некоторых участках в западном или восточном направлениях. Шоссе является западной границей микрорайона Южный города Балашиха. С правой стороны от шоссе расположена старинная усадьба Пехра-Яковлевское, на территории которой в настоящее время находится Федеральное государственное образовательное учреждение высшего профессионального образования «Российский государственный аграрный заочный университет» (РГАЗУ). На территории усадьбы расположен Храм Преображения Господня, построенный в XVIII веке. 
С левой стороны от шоссе располагается жилая застройка мкр. Южный. Здесь к шоссе примыкает улица Юлиуса Фучика, на которой расположен главный корпус РГАЗУ. Через квартал в шоссе вливается улица Карбышева. Чуть дальше с левой стороны от шоссе отходит дорога, ведущая к Военно-техническому университету при Федеральном агентстве специального строительства, а с правой стороны расположен спортивно-горнолыжный комплекс «Лисья гора».
Дальше Леоновское шоссе проходит по Кучинскому лесопарку. С правой стороны находится территория зверосовхоза «Салтыковский». С левой стороны расположен квартал малоэтажной коттеджной застройки «Соколовка», который возник в 90-х годах 20-го века. В конце квартала, перед безымянным озером, вытянувшемся с двух сторон от шоссе, проходит административная граница городов Балашиха и Железнодорожный.
В городе Железнодорожный Леоновское шоссе проходит по микрорайону Северное Кучино. С правой стороны разместились корпуса санатория «Ревиталь Парк», за которым расположен жилой комплекс «Радуга». С левой стороны от шоссе уже много лет ведётся строительство жилых комплексов «Семь звёзд» и «Золотая звезда». Дальше с правой стороны находится небольшой лесной массив, а слева к шоссе подходят Народная и Магистральная улицы, за которыми расположился Московский гидрометеорологический колледж.
Затем Леоновское шоссе проходит по мосту через Пехорку, сразу за которым с левой стороны находится территория экспериментальной базы ГНЦ РФ ОАО «НИИ ВОДГЕО». Шоссе поднимается вверх и переходит в проспект Жуковского, который через два тоннеля, проложенные под путями Горьковского направления Московской железной дороги, рядом с платформой Кучино выходит к Носовихинскому шоссе.

## Транспорт
По Леоновскому шоссе проходят несколько маршрутов общественного транспорта, связывающих Балашиху и Железнодорожный (маршруты проходят по Леоновскому шоссе от улицы Карбышева в Балашихе до проспекта Жуковского в Железнодорожном)
- № 29 — автоколонна 1377 — Торбеево (автобус)
- № 51 — Балашиха-2 — Агрогородок (маршрутное такси)
- № 338 — метро «Щёлковская» — станция «Железнодорожная» (автобус и маршрутное такси)

По участку от шоссе Энтузиастов до улицы Карбышева проходят несколько маршрутов, следующих от автостанции «Южная».
- № 2 — торговый центр «Макссити» (мкр. Южный) — Щелковское шоссе (кольцевой маршрут, маршрутное такси)
- № 8 — мкр. Южный — автостанция «Звёздная» (кольцевой маршрут, автобус и маршрутное такси)
- № 10 - мкр. Южный - мкр. 1 Мая (автобус)
- № 15 — мкр. Южный — автостанция «Звёздная» (кольцевой маршрут, автобус и маршрутное такси)
- № 19 — мкр. Южный — микрорайон Гагарина (автобус)
- № 125 — метро «Новогиреево» — мкр. Южный (маршрутное такси)
- № 291 — метро «Шоссе Энтузиастов» — мкр. Южный (маршрутное такси)
- № 336 — метро «Партизанская» — мкр. Южный (автобус и маршрутное такси)
- № 396 — метро «Щёлковская» — мкр. Южный (автобус и маршрутное такси)

## Жилищное строительство
В мкр. Южный города Балашиха по адресу Леоновское шоссе, дом 5 ведётся строительство 12-этажного кирпичного жилого дома на месте сгоревшего в 2001 году общежития.
В мкр. Северное Кучино города Железнодорожного на Леоновском шоссе ведётся строительство жилых комплексов «Семь звёзд» и «Золотая звезда». Недалеко от платформы «Кучино» в этом же микрорайоне строительной компанией «Мортон» возводится жилой комплекс из четырёх домов.

Летом 2001 года произошёл пожар в 5-этажном общежитии по адресу Леоновское шоссе, дом 5. В доме постоянно возникали новые очаги огня из-за деревянных перекрытий, по которым пламя быстро распространялось по всему дому. На тушение пожара были стянуты пожарные расчёты не только из Балашихи, но и из ближайших городов Подмосковья, однако спасти дом так и не удалось. 
На месте сгоревшего общежития в 2002 году началось строительство кирпичного дома переменной этажности (10-11-12-этажей), которое стало самым большим долгостроем в Балашихе. С осени 2002 года до лета 2005 года дом был достроен лишь до уровня 5 – 6 этажей, строительные работы неоднократно остановливались и вновь возобновлялись, и к началу 2008 года окончательно прекратились на уровне 8 этажей. Строительство дома было возобновлено после громких акций дольщиков в 2010 году и в настоящее время дом достроен. Таким образом один дом строился почти десять лет.